# Kenneth Jinghwa Hsu
Kenneth Jinghwa  Hsu (Nanjing, China, 7 de julho de 1929 é um geólogo chinês.
Estudou na Universidade de Nanjing, na Universidade do Estado de Ohio, e na Universidade da Califórnia em Los Angeles.
É professor no Instituto Federal de Tecnologia Suíço , Zurique, desde 1963. Atualmente trabalha na Universidade de Nanjing.
Além de professor e geólogo ficou conhecido por escrever livros de divulgação científica para leigos, abordando temas como extinção dos dinossauros e mudanças climáticas, entre outros.
Recebeu muitas concessões prestigiosas incluindo  a Medalha  William H. Twenhofel pela Society for Sedimentary Geology em 1984, a Medalha Wollaston pela Sociedade Geológica de Londres em 1984, e a Medalha Penrose pela Sociedade Geológica da América em 2001.

## Obras
- "The Great Dying"
- "The Mediterranean was a Desert", 1983